# Йоганнесбург (Каліфорнія)
Йоганнесбург (англ. Johannesburg) — переписна місцевість (CDP) в США, в окрузі Керн штату Каліфорнія. Населення — 113 особи (2020).

## Географія
Йоганнесбург розташований за координатами 35°22′18″ пн. ш. 117°38′31″ зх. д. / 35.37167° пн. ш. 117.64194° зх. д. (35.371763, -117.641963).  За даними Бюро перепису населення США в 2010 році переписна місцевість мала площу 6,25 км², уся площа — суходіл.

## Демографія
Згідно з переписом 2010 року, у переписній місцевості мешкали 172 особи в 95 домогосподарствах у складі 37 родин. Густота населення становила 28 осіб/км².  Було 139 помешкань (22/км²).
Расовий склад населення:
| - 88,4 % — білих - 4,7 % — азіатів - 1,2 % — корінних американців - 1,2 % — чорних або афроамериканців |

До двох чи більше рас належало 4,7 %. Частка іспаномовних становила 4,7 % від усіх жителів.
За віковим діапазоном населення розподілялося таким чином: 12,2 % — особи молодші 18 років, 61,1 % — особи у віці 18—64 років, 26,7 % — особи у віці 65 років та старші. Медіана віку мешканця становила 55,0 року. На 100 осіб жіночої статі у переписній місцевості припадало 109,8 чоловіків;  на 100 жінок у віці від 18 років та старших — 109,7 чоловіків також старших 18 років.
Цивільне працевлаштоване населення становило 0 осіб. 